# Greuville
Greuville je francouzská obec v departementu Seine-Maritime v regionu Normandie. Žije zde 374 obyvatel.

## Poloha obce
Obec leží 10 km od pobřeží Lamanšského průlivu.

### Sousední obce
| Růžice kompasu |                         | Luneray       |              | Růžice kompasu |
| Růžice kompasu | Crasville-la-Rocquefort | Sever         | Brachy       | Růžice kompasu |
| Růžice kompasu | Crasville-la-Rocquefort | Greuville     | Brachy       | Růžice kompasu |
| Růžice kompasu | Crasville-la-Rocquefort | Jih           | Brachy       | Růžice kompasu |
| Růžice kompasu |                         | Vénestanville | Rainfreville | Růžice kompasu |